# Trifolium albopurpureum
Trifolium albopurpureum ist eine Pflanzenart aus der Gattung Klee (Trifolium). Er wird in der Gattung in die Sektion Lotoidea, Untersektion Neolagopus gestellt.

## Beschreibung
Trifolium albopurpureum ist eine einjährige, krautige Pflanze, die Wuchshöhen zwischen 15 und 45 Zentimeter erreicht. Die Sprossachse steht aufrecht und verzweigt sich im oberen Teil dichotomisch.
Die unteren Laubblätter sind lang gestielt, die oberen kürzer. Die Blätter sind dreifiedrig, die einzelnen Fiedern zwischen 1,5 und 2,5 Zentimeter lang und 0,8 bis 1,5 Zentimeter breit. Die Spreiten sind umgekehrt eiförmig bis länglich umgekehrt eiförmig zur Basis hin schmaler werdend. Der Blattrand ist fein gezähnelt. Die Spitze abgerundet oder eingekerbt. Die Nebenblätter sind zwischen 0,8 und 1,5 Zentimeter lang. Sie sind eiförmig mit dreieckiger Spitze. Der längere Teil steht frei, der kürzere ist mit der Sprossachse verwachsen.
Die Blütenstände sind lang gestielt und 1,5 bis 2 Zentimeter hoch sowie zwischen 1,3 und 1,5 Zentimeter breit. Sie sind breit eiförmig bis fast kugelig und bestehen aus vielen, dicht stehenden Einzelblüten.
Der Kelch ist 0,9 bis 1,5 Zentimeter lang und ist lang behaart. Er ist in den unteren 2 Millimetern röhrenförmig und 20- bis 30-nervig. Die Kelchzähne sind 3- bis 6-mal länger als die Kelchröhre, behaart und schmal zugespitzt. Die Krone ist 0,4 bis 0,6 Zentimeter lang und purpurn. Die Fahne ist länglich bis eiförmig mit abgerundeter Spitze. Die Pollen sind fast kugelig.
Die Hülsenfrüchte sind etwa 3 Millimeter lang, einsamig, breit elliptisch und verstreut behaart. Die Samen durchmessen mehr als 2 Millimeter und sind von gelber Farbe. Die Oberfläche ist glänzend.
Die Chromosomenzahl ist 2n = 16.

## Verbreitung
Das Verbreitungsgebiet von Trifolium albopurpureum liegt in Nordamerika. Es beginnt in Nordmexiko und reicht über Arizona, Kalifornien und Oregon bis in den Süden Britisch Columbias.
Trifolium albopurpureum wächst auf Hügeln und in Tälern in Höhenlagen bis 300 Meter.

## Ökologie
Trifolium albopurpureum ist selbstbestäubend.

## Taxonomie
Trifolium albopurpureum wurde 1838 von John Torrey und Asa Gray in Flora of North America Band 1 Teil 2, Seite 313 erstbeschrieben.